# Valeriana aschersoniana
Valeriana aschersoniana är en kaprifolväxtart som beskrevs av Graebner och Weberbauer. Valeriana aschersoniana ingår i släktet vänderötter, och familjen kaprifolväxter. Inga underarter finns listade i Catalogue of Life.